# Giesing metróállomás
A Giesing egy metróállomás Németországban, a bajor fővárosban, Münchenben a müncheni metró München Ost–Deisenhofen-vasútvonal, München-Giesing–Kreuzstraße-vasútvonal, U2-es, U7-es és U8-as vonalán.

## Metróvonalak
Az állomást az alábbi metróvonalak érintik:
- München Ost–Deisenhofen-vasútvonal
- München-Giesing–Kreuzstraße-vasútvonal

## Kapcsolódó állomások
A metróállomáshoz az alábbi állomások vannak a legközelebb:
- München-St.-Martin-Strasse állomás (Mammendorf station, S3)
- München-Fasangarten station (Holzkirchen station, S3, S3)
- München-Perlach station (Kreuzstraße station, S7)

## Útvonal
| Vonal | Állomások |
| ----- | --- |
| U2    | Feldmoching – Hasenbergl – Dülferstraße – Harthof – Am Hart – Frankfurter Ring – Milbertshofen – Scheidplatz – Hohenzollernplatz – Josephsplatz – Theresienstraße – Königsplatz – Hauptbahnhof – Sendlinger Tor – Fraunhoferstraße – Kolumbusplatz – Silberhornstraße – Untersbergstraße – Giesing – Karl-Preis-Platz – Innsbrucker Ring – Josephsburg – Kreillerstraße – Trudering – Moosfeld – Messestadt West – Messestadt Ost |
| U7    | Olympia-Einkaufszentrum – Georg-Brauchle-Ring – Westfriedhof – Gern – Rotkreuzplatz – Maillingerstraße – Stiglmaierplatz – Hauptbahnhof – Sendlinger Tor – Fraunhoferstraße – Kolumbusplatz – Silberhornstraße – Untersbergstraße – Giesing – Karl-Preis-Platz – Innsbrucker Ring – Michaelibad – Quiddestraße – Neuperlach Zentrum                                                                                               |
| U8    | csak szombaton: Olympiazentrum – Petuelring – Scheidplatz – Hohenzollernplatz – Josephsplatz – Theresienstraße – Königsplatz – Hauptbahnhof – Sendlinger Tor – Fraunhoferstraße – Kolumbusplatz – Silberhornstraße – Untersbergstraße – Giesing – Karl-Preis-Platz – Innsbrucker Ring – Michaelibad – Quiddestraße – Neuperlach Zentrum                                                                                           |

## Átszállási kapcsolatok
| Állomás | Átszállási kapcsolatok      |
| ------- | --------------------------- |
| Giesing | , 54 , 59 , 139 , 147 , 220 |